# Marienthal (Gemeinde Gramatneusiedl)

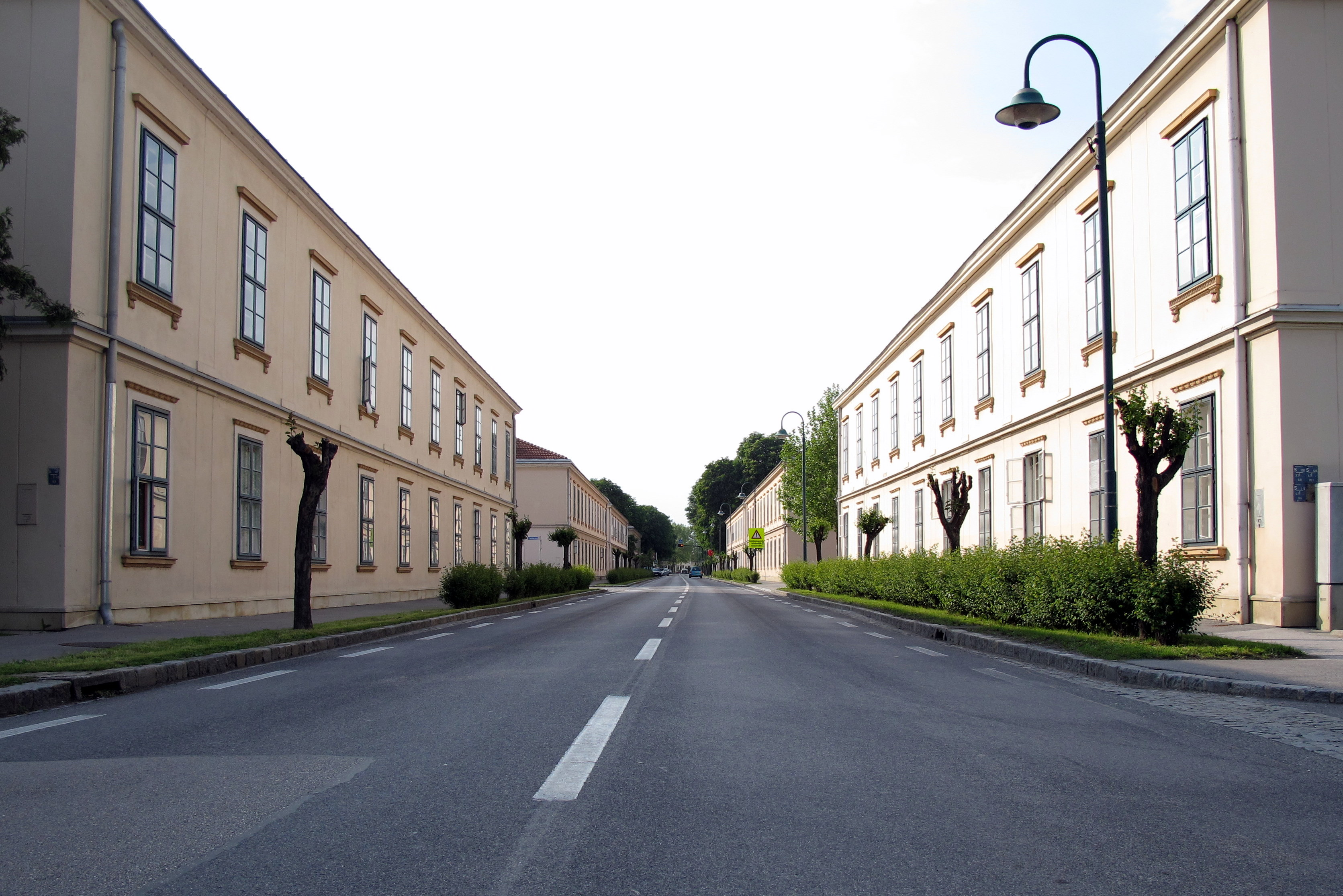
Siedlung Marienthal

Marienthal südöstlich von Gramatneusiedl, um das Jahr 1873

Marienthal ist der Name einer ehemaligen Fabrikssiedlung in  Gramatneusiedl in Niederösterreich.
Der Ortsteil ist eine ehemalige Arbeitersiedlung die in Verbindung mit der Textilfabrik Marienthal entstand. Die Besonderheit ist, dass sie zu einem guten Teil in ihrer biedermeierlichen Baustruktur erhalten ist. Nach 2002 wurden die wichtigsten Teile renoviert, weitere Teile aber abgerissen.
Das erhaltene Ensemble besteht aus sieben gleichförmigen Arbeiterhäusern aus der Zeit um 1830 mit heute reduzierten spätklassizistischen Dekor, der vor allem aus den Fensterverdachungen und Sohlbänken aus Terrakotta besteht. Die Hinterseiten sind mit Pawlatschen auf Gusseisenkonsolen gegliedert. Hinter diesen Häusern befindet sich jeweils eine Zeile mit Brennstofflagern.  Im Einzelnen sind dies die Adressen Hauptstraße 45, 47 (Wiesenhof), 49 (Johanneshof), 52, 56, 58 (Parkhof) und 60 (Nusshof). Letzteres weicht durch seinen Seitenrisalit Richtung Südosten ein wenig vom Schema ab.
Dazu kommt noch das 1884 errichtete ehemalige Fabriksspital mit Eckquaderung und Kordongesims, das auch als Tröpferlbad diente und 1931 in ein Wohnhaus umgebaut wurde. Im Hintergarten dieses Gebäudes befindet sich ein kleines Waschküchenhäuschen. Diese Gebäude stehen unter Denkmalschutz (Listeneintrag).
Weiters gab es die ehemalige Theresienmühle, die 1833 als Fabriksgebäude neu gebaut, 1845 in ein Wohnhaus umgebaut (ab da Altgebäude genannt) und 2008 größtenteils abgerissen wurde.
Nicht unter Schutz stehen einige noch erhaltene Erweiterungsgebäude aus dem späteren 19. Jahrhundert, die aber meist stark verändert wurden: zwei weitere Häuser an der Hauptstraße Richtung Reisenberg, ein Angestelltenwohnhaus hinter dem ehemaligen Spital und mehrere Handwerkerwohnhäuser in der heutigen Dr.-Löw-Gasse.
Bekannt wurde die Siedlung durch eine Studie, die kurz nach dem Schließen der Textilfabrik in den 1930er Jahren  von Marie Jahoda, ihrem Ehemann Paul Lazarsfeld und Hans Zeisel über die Arbeitslosen von Marienthal durchgeführt wurde. Alle drei waren Mitarbeiter an der Österreichischen Wirtschaftspsychologischen Forschungsstelle.
Nach der Schließung der Fabrik wurde auch die Pflege des zur Siedlung gehörenden 1866 angelegten Parks (des Herrengartens) im Südwesten aufgegeben, die Bauten (etwa der Musikpavillon) wurden geschleift. Dort befand sich auch das Denkmal für den Fabriksgründer Hermann Todesco, das nunmehr vor dem Gemeindezentrum von Gramatneusiedl am Marie-Jahoda-Platz steht.
Eine Ausstellung über die Geschichte von Fabrik und Arbeitersiedlung gibt es im 2008 nachgebauten, zwischenzeitlich abgerissenen, Consumvereins-Gebäude (ursprünglich 1864 erbaut), das nunmehr als Museum Marienthal fungiert.

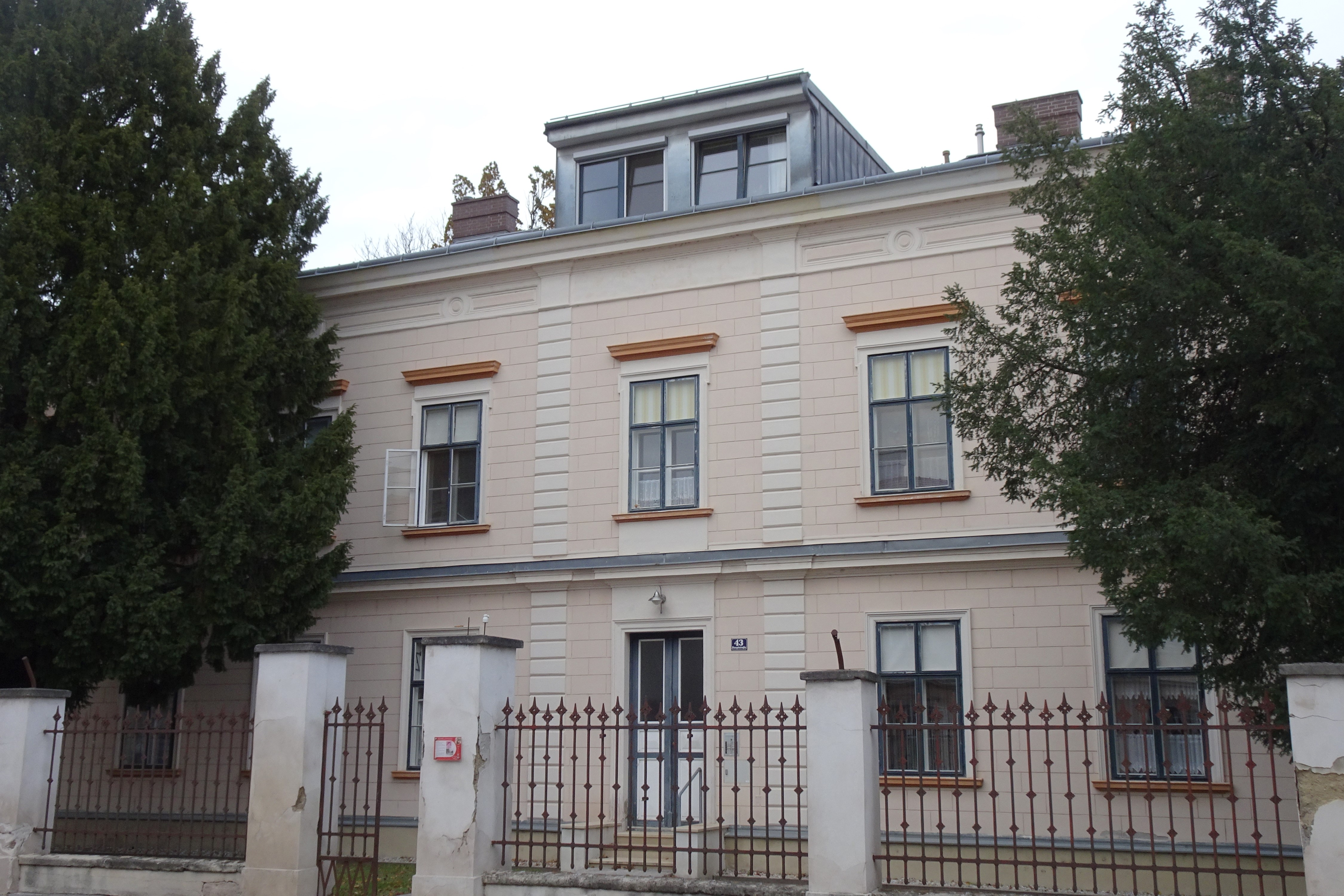
Das ehemalige Spitalsgebäude
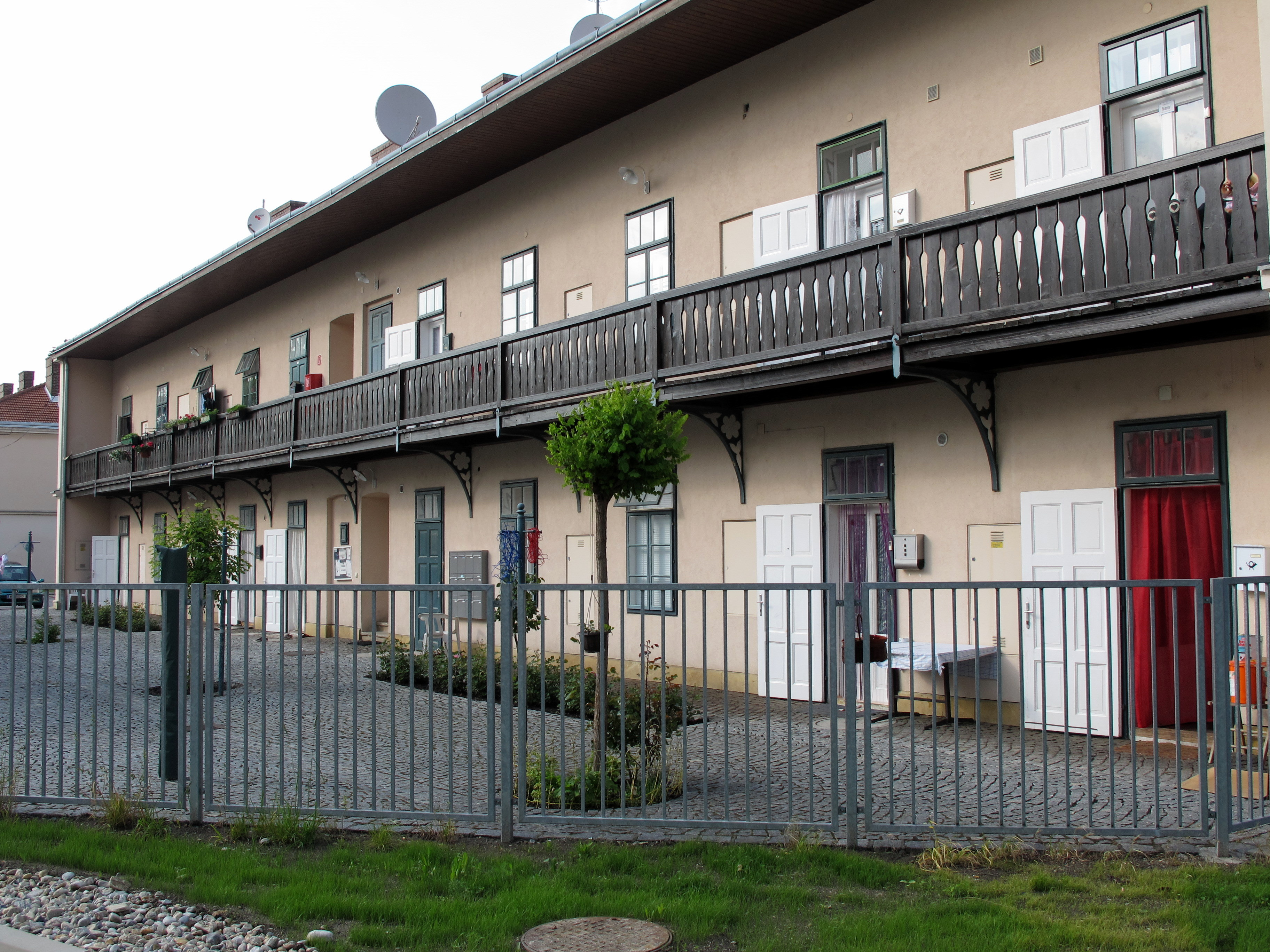
Die Pawlatschen an den Hinterseiten
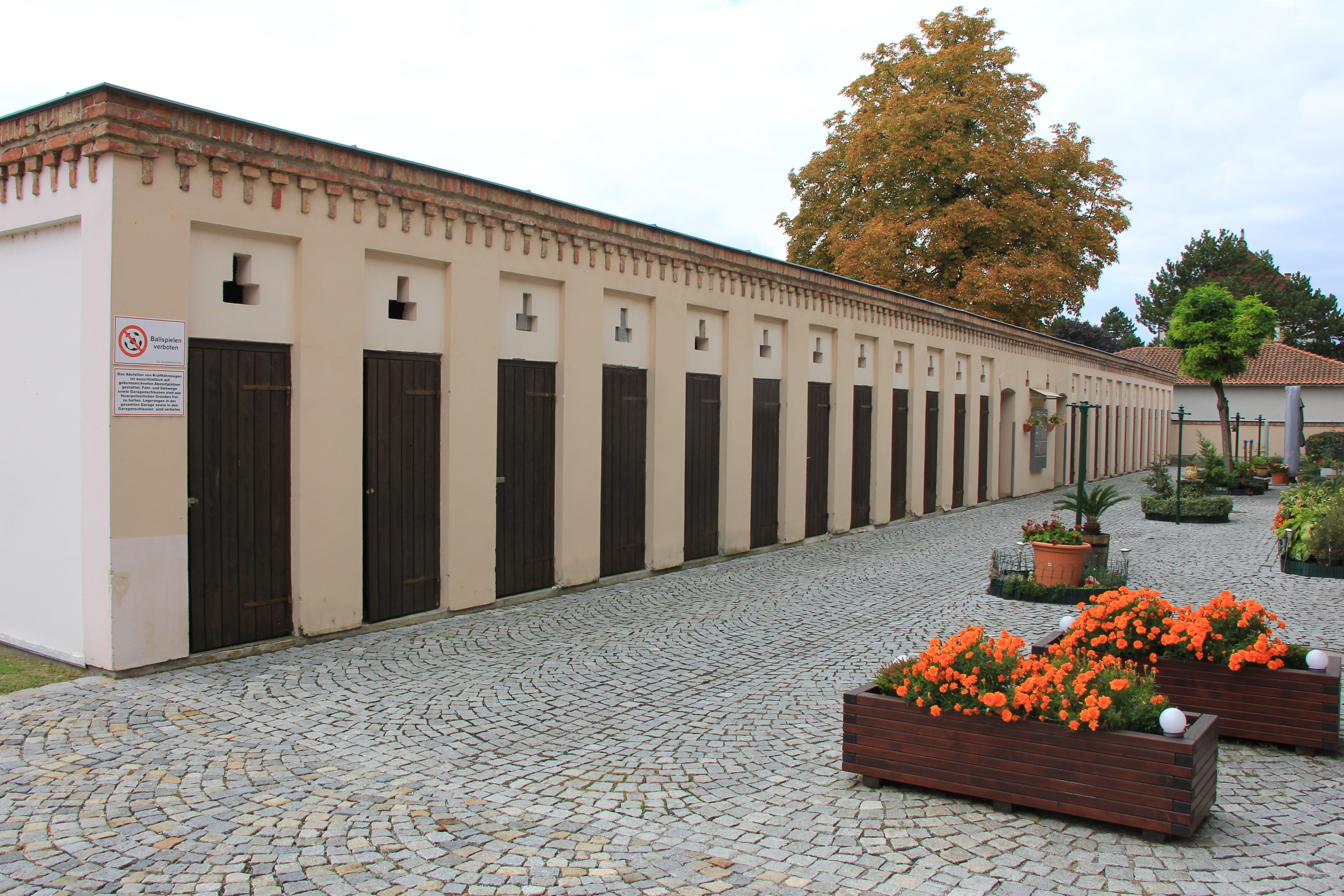
Die Brennstofflagerzeilen hinter den Häusern
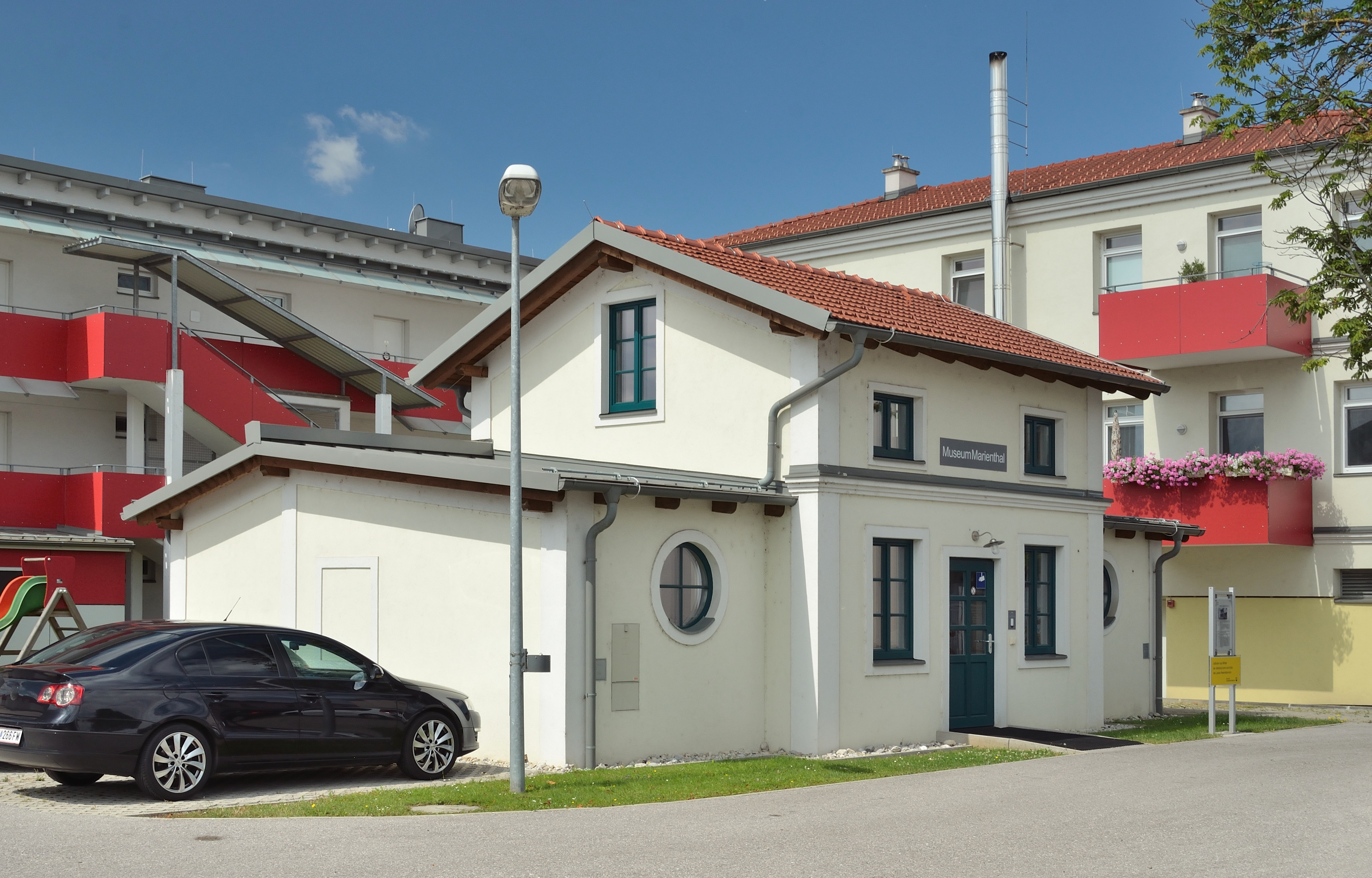
Das Museum im nachgebauten Consumvereins-Gebäude

Kein Teil der Siedlung im eigentlichen Sinn, aber an sie anschließend und ehemals funktional mit ihr verbunden ist die in den 1870ern entstandene Zeilensiedlung Neu-Reisenberg (am anderen Ufer der Fischa, bereits zur Gemeinde Reisenberg gehörig). Hier befanden sich Wirtshäuser sowie Bäcker, Fleischer und sonstige Geschäfte, es war das „Einkaufszentrum“ und auch Sozialzentrum von Marienthal.